# Bilice (Pleternica)
Bilice su naselje u Republici Hrvatskoj u Požeško-slavonskoj županiji, u sastavu grada Pleternice.

## Zemljopis
Bilice su smještene 7 km južno od Pleternice na cesti prema Slavonskom Brodu, susjedno sela su Kadanovci na sjeveru, Ravan na istoku, Grižići na jugu u Zagrađe na zapadu.

## Stanovništvo
Prema popisu stanovništva iz 2011. godine Bilice su imale 188 stanovnika, 2001. godine imale su 196 stanovnika, a 1991. 178 stanovnika od čega 98,32% Hrvata.
| broj stanovnika |       |       |       |       |       | 55    | 54    | 84    | 135   | 152   | 160   | 143   | 159   | 179   | 196   | 188   | 150   |
|                 | 1857. | 1869. | 1880. | 1890. | 1900. | 1910. | 1921. | 1931. | 1948. | 1953. | 1961. | 1971. | 1981. | 1991. | 2001. | 2011. | 2021. |